# Gastronomía de Jalisco

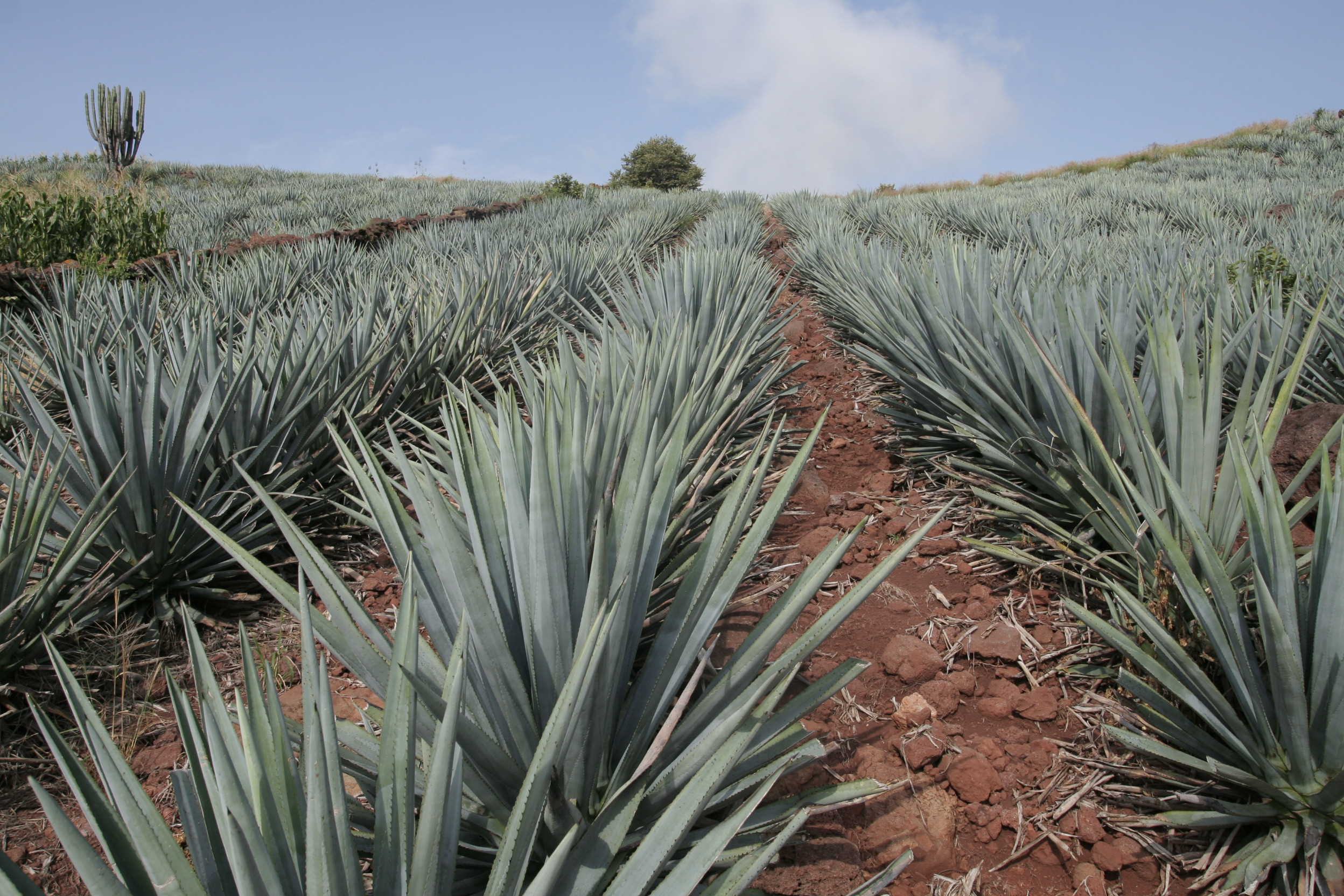
Campos de agave en Tequila, Jalisco.

La gastronomía jalisciense son los alimentos, técnica culinarias y platos típicos de Jalisco en el occidente de México. Se trata de una cocina abundante y diversa, fruto del mestizaje entre la cocina indígena nativa y los productos traídos por los colonizadores hispanos. Algunos antojitos y platillos típicos de Jalisco son las tortas ahogadas, la carne en su jugo, la birria, los tamales, el pozole estilo tapatío o las enchiladas tapatías; «tapatío» es una denominación cariñosa para Guadalajara, su capital.
Entre los alimentos que se cultivan en Jalisco, destacan el agave, el maíz, las frutas (como el limón, el coco, el plátano, la frambuesa, la sandía...), la caña de azúcar, el tomate y las legumbres. Pero también, el nopal, la biznaga, el madroño (en áreas del norte, con clima semiárido), la avellana, el ocote, el oyamel (en clima templado) o la ceiba (en climas tropicales cálidos del sur). De carnes, es de gran importancia la ganadería bovina, siendo líder de esta en México (2019), y también de pollo y de huevo. La actividad pesquera se da en la costa y en el lago Chapala, de la que destacan el charal, el huachinango y el pargo.

## Historia
Jalisco es un territorio fértil, con abundancia de lagos, bosques, playas y llanos. Los primeros humanos se establecieron en Jalisco, por lo menos, desde el siglo VIII a. C. y practicaban la caza y la recolección. Se cuentan vestigios olmecas, nahuas, tarascos, chichimecas, bapanes, coras, huicholes, caxcanes y tepehuanes. Los pueblos prehispánicos aportaron la base de la gastronomía jalisciense, como los tamales, el mole y el atole. A la llegada de los españoles, ya habían domesticado al guajolote (pavo) y las colmenas de abejas (para hacer miel).
Entre 1530 y 1532, Nuño de Guzmán conquistó el occidente mexicano, hecho que cambiaría para siempre la suerte de la región. Se importaron de Europa el aceite, el vinagre, el cerdo, los productos lácteos, frutos secos como la almendra, la cebolla, cítricos como el limón o la naranja, el plátano, el café, el pollo y el huevo, la vaca... Gran parte de la antigua gastronomía de los pueblos prehispánicos se conoce gracias a la obra Historia verdadera de la conquista de la Nueva España (1568) de Bernal Díaz del Castillo. Algunas recetas prehispánicas son las sopas de jitomate y cacahuate, de cebollitas y cacahuate o de flor de calabaza, los charales con nopal, pato con capulines y chilaquiles de calabacitas.
Durante el siglo XIX, después de que México dejase de depender de la España metropolitana, comenzaron a llegar nuevas técnicas culinarias desde Europa (Francia e Italia principalmente), fruto del comercio con estos países. La llegada de las tropas francesas durante la Segunda intervención francesa en México (1862-1867) trajo consigo productos franceses como el glaseado, la baguette, el suflé, el envinado, el relleno de almendras, múltiples postres o el tradicional ponche. En tiempos recientes, la gastronomía de Jalisco (y la del resto de México) se ha visto influenciada por la gastronomía de Estados Unidos, principalmente por la exportación de marcas que hace este país. Desde hace medio siglo ya es común encontrar Coca Cola, Pepsi o Seven Up en las tienditas de Jalisco. Estas marcas son de origen gringo. 

### Investigación culinaria
En la actualidad, una de las principales investigaciones culinarias en relación con la dieta prehispánica de Jalisco es llevada a cabo por la chef Maru Toledo, fundadora del proyecto Mujeres del Maíz. Este grupo de cocineras investigan desde 2011 sobre la cocina tradicional viva de Jalisco usando utensilios y espacios prehispánicos, y la dan a conocer en las comunidades locales, promoviendo la cultura local y el turismo gastronómico.

## Productos
Algunos alimentos importantes de la dieta jalisciense son:
- El maíz, que es un alimento que se cultiva, cosecha y consume en todo el país. Sin embargo, gracias a su clima ideal y con 758.391 ha dedicadas, Jalisco es el principal productor de maíz de temporal en México.[11] Es además líder en la transformación de maíz (para obtener jarabe de maíz, etanol, almidón... el maíz tiene más de 4.000 derivados químicos y/o alimentarios), con 10 millones de toneladas (2015).[12] El municipio donde más se produce es La Barca.[11]
- El maguey o agave, del cual se destilan el mezcal y el tequila, así como el aguamiel. Era una planta fundamental para los jaliscienses prehispánicos, pues también tiene multitud de usos más aparte del alimentario: para hacer cuerdas, mantas y medicinas entre otros.
- La miel, de cuya producción Jalisco es el estado mexicano líder (2019).[13] Los pueblos prehispánicos de la región ya conocían las propiedades curativas de la miel para heridas, enfermedades digestivas y respiratorias. Actualmente se produce sobre todo en la Región sur y Los Altos, desde Amacueca, Sayula o Tecalitlán.[14] Se estima que Jalisco produce 5.815 toneladas anuales de oro dorado (2018).[15] No obstante, de la miel que Jalisco exporta al mercado nacional e internacional, mucha es miel adulterada, es decir mezclada con otros siropes para abaratar su precio.[16] Esto es debido principalmente a la falta de regulación estatal.
- El bagre, la carpa y otros pescados, una forma común de cocinar el pescado en Jalisco es capeándolo. El denominado caviar de Chapala, huevas de carpa.
- Mole, como el mole de huachal, el mole verde o el mole de arroz de Lagos de Moreno

## Antojitos y platillos
- El adobo estilo Jalisco, hecho con chocolate, orégano, clavo de olor, pimienta, piloncillo, chile pasilla, sal y harina.[17] Generalmente se adoba la carne de cerdo.
- Amilote, pescado que antaño se conseguía en el lago de Chapala, actualmente extinto. Se trata del mismo pescado blanco de la gastronomía michoacana (Chirostoma estor).
- La birria, guiso hecho en el horno, originalmente de carne de chivo o borrego lechero, aunque en la actualidad también se puede elaborar con carne de res, pollo, conejo... Tradicionalmente la carne está adobada y luego cocida o tatemada.  El adobo lleva chile (guajillo y pasilla), jengibre, ajo, cebolla, jitomate, comino, orégano, clavo, hoja de aguacate, cerveza, vinagre, cilantro, sal y pimienta.[18] La birria es originaria de San Pedro Tlaquepaque, que cuenta con varias birrerías emblemáticas.[19]
- La carne en su jugo, la carne se cuece en una salsa de tomate verde y chiles serranos. Esta carne puede ser bistec y/o tocino.[20]
- El colache, guiso de calabazas con chile poblano, elote, ajo y cebolla.[21]
- Enchiladas tapatías, un tipo de enchiladas rojas rellenas de queso y fritas en salsa de chile guajillo, cebolla, ajo y sal.[22]
- Caldo michi, contiene jitomate, cebolla, zanahoria, calabacita, chiles güeros o chiles cuaresmeños (jalapeño) y serranos, cilantro, orégano, mejorana y pescado en trozos, que puede ser bagre o carpa amarilla de Chapala[23] o Guachinango.[24] Michi significa «pescado» en náhuatl, porque es su ingrediente principal.[25]
- Ixucari, guiso de maíz y manteca de cerdo de origen huichol.[26]
- El minguichi, hecho de jocote y chile, originario de la vecina Michoacán, donde se hace con queso Cotija.
- Morisqueta, sopa de arroz y frijoles de origen humilde. Es típico dejar ablandar el arroz más de lo normal, para que quede una textura gomosa.[27] Su origen se cree estar en Apatzingán.[28]
- Pacholas o guadalupanas, que consiste básicamente en bistec de carne de res o cerdo empanizada. Originalmente se molían en un metate.[29] Se sirven bañadas en salsa y ensalada como guarnición.
- Pico de gallo estilo jalisco, ensalada que varía enormemente a otras recetas de pico de gallo, ya que lleva pepino, jícama, limón, chile serrano y melón entre otros, pero no lleva jitomate.[30]
- Pozole tapatío, es una sopa de pozole clásica pero en Jalisco se le añade cerdo y chile ancho.[31]
- Los tamales, hechos de masa de maíz, rellenos y envueltos en hoja de mazorca. Algunos de los más representativos de Jalisco son:
  - colados
  - de Acelgas
  - de ceniza, ya que están hechas en agua de ceniza.
  - tapatíos: la masa de mezcla con arroz molido, manteca de cerdo, sal y azúcar, y luego se rellena con carne molida y salsa de chile, aceitunas, pasas, almendras, frutas y verduras.[32]
  - coscóatl, elaborados con de cacahuate, piloncillo y canela.[33]
- Torta ahogada, hecha con birote jalisciense (ver abajo) y rellena de carnitas. Se «ahogan» (bañan) en salsa de jitomate, chiles, cebolla, ajo, laurel, clavo, comino y sal.[34]

## Postres y dulces

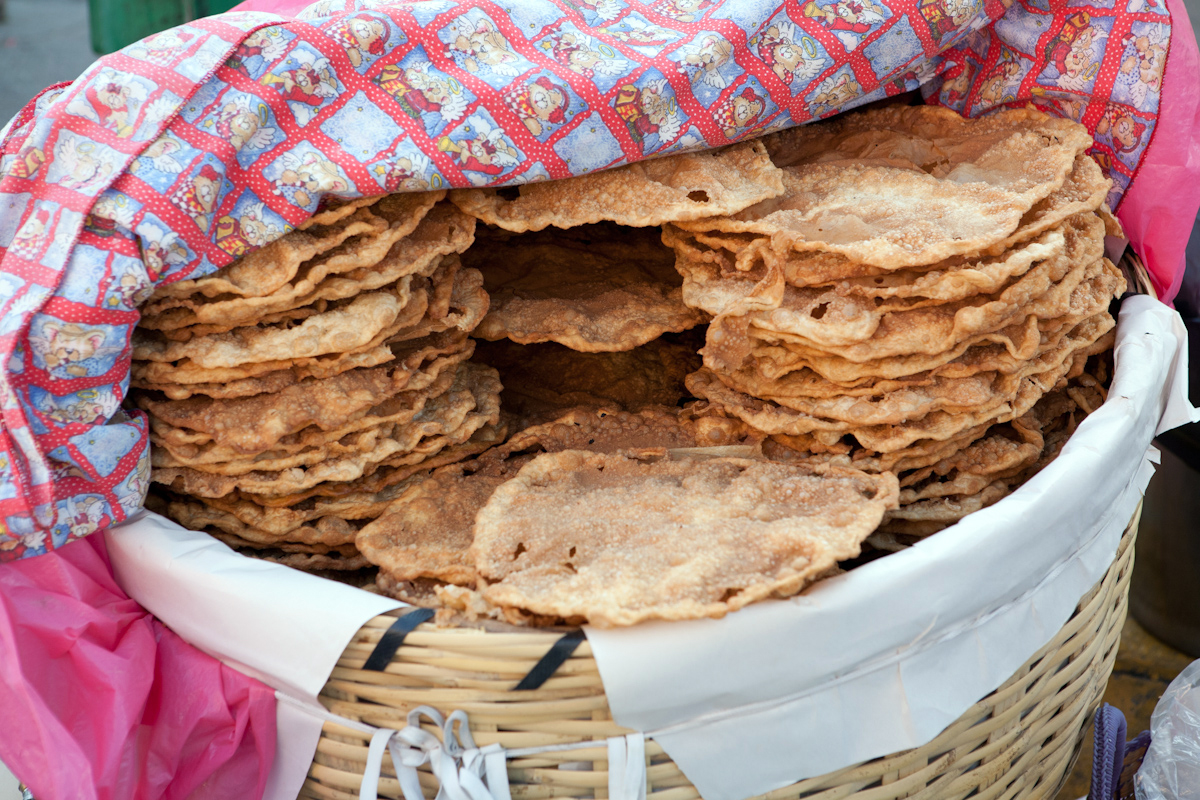
Buñuelos mexicanos.

- El alfajor de San Juan de los Lagos, típicos de este municipio y hechos de coco.
- Arroz con leche, postre hecho con arroz, leche, pasas y canela.
- Ate de frutas: similar al dulce de membrillo, puede ser de distintas frutas: guayaba, pera, zapote, tejocote, mango, manzana, etc.
- Biónico, postre hecho con trozos de fruta picada, comúnmente papaya, melón, fresa, manzana y plátano, bañado en crema dulce y decorado con granola, pasas, coco rallado, y en ocasiones miel.
- Los buñuelos estilo tapatío, que, como los de España, también es masa dulce frita, pero a diferencia de estos, no son bolitas sino aplastados. Son de textura en boca crujiente y suelen enmielarse (mezcla de miel, azúcar y especias).[35] Son típicos de Guadalajara, concretamente del santuario de Nuestra Señora de Guadalupe.
- Dulce de leche de Chapala y Los Altos. También existe el dulce de biznaga o el dulce de huachal.
- Isla flotante, un postre de origen francés (îles flottantes), aunque no es exactamente igual. La versión francesa se elabora con merengue de huevo «flotando» en salsa de yema con vainilla. La versión mexicana es un panqué de vainilla que «flota» en salsa de leche y canela.
- Cajeta de Sayula, hecha de leche bronca, esencia de vainilla y azúcar, revueltos en un cazo sin parar para que no se pegue,[36] ya que la cajeta es un líquido muy espeso, similar al dulce de leche.
  - Cajeta de membrillo hecha en Ixtlahuacán y el Valle de Guadalupe. El membrillo aquí también se consume en almíbar, en ate, asados o incluso crudo con sal, limón y chile.[37]
- La capirotada, un postre típico de varios estados del norte y oeste de México, hecho de pan birote, pasas, nueces y cacahuates, cubierto con jarabe de piloncillo y queso de mesa rallado.
- Las charamuscas, figuritas de caramelo de origen guanajuatense.
- Las cocadas de la costa, pastelitos hechos de leche, azúcar y coco y decorados con ralladura de coco, de ahí su nombre.[38]
- Fruta en almíbar de San Cristóbal de la Barranca.
- La jericalla, postre similar al flan originario de Guadalajara hecho con leche, huevos y azúcar, y aromatizado con canela y vainilla.[39]
- María gorda, postre de elote, leche, azúcar y canela típico de Zapopan.[40]
- Las palanquetas de Ciudad Guzmán, tradicionalmente de nuez (nuez tipo criolla), aunque también se cocinan de otros sabores como cacahuate.
- El queso de tuna, que destaca el de Ojuelos. Se hace con tuna cardona (higochumbo), cocinada a fuego alto y después amasada y oreada.[41]
- Los rollos de guayaba de Atenguillo y Mascota, hechos de guayaba, piloncillo, jugo de limón, azúcar, nuez molida y cajeta.[42]
- Los tamales de pitaya, dulce típico de las comunidades indígenas del norte de Jalisco, además de Zacatecas, Nayarit y Durango, que se hacen de pulpa pura de Pitaya reducida en el fuego hasta obtener un dulce espeso, que luego se da forma de tamal y se envuelve en hojas de maíz.
- La fruta de horno, galleta cubierta de azúcar y canela, tradicional de Huejuquilla.

## Panadería

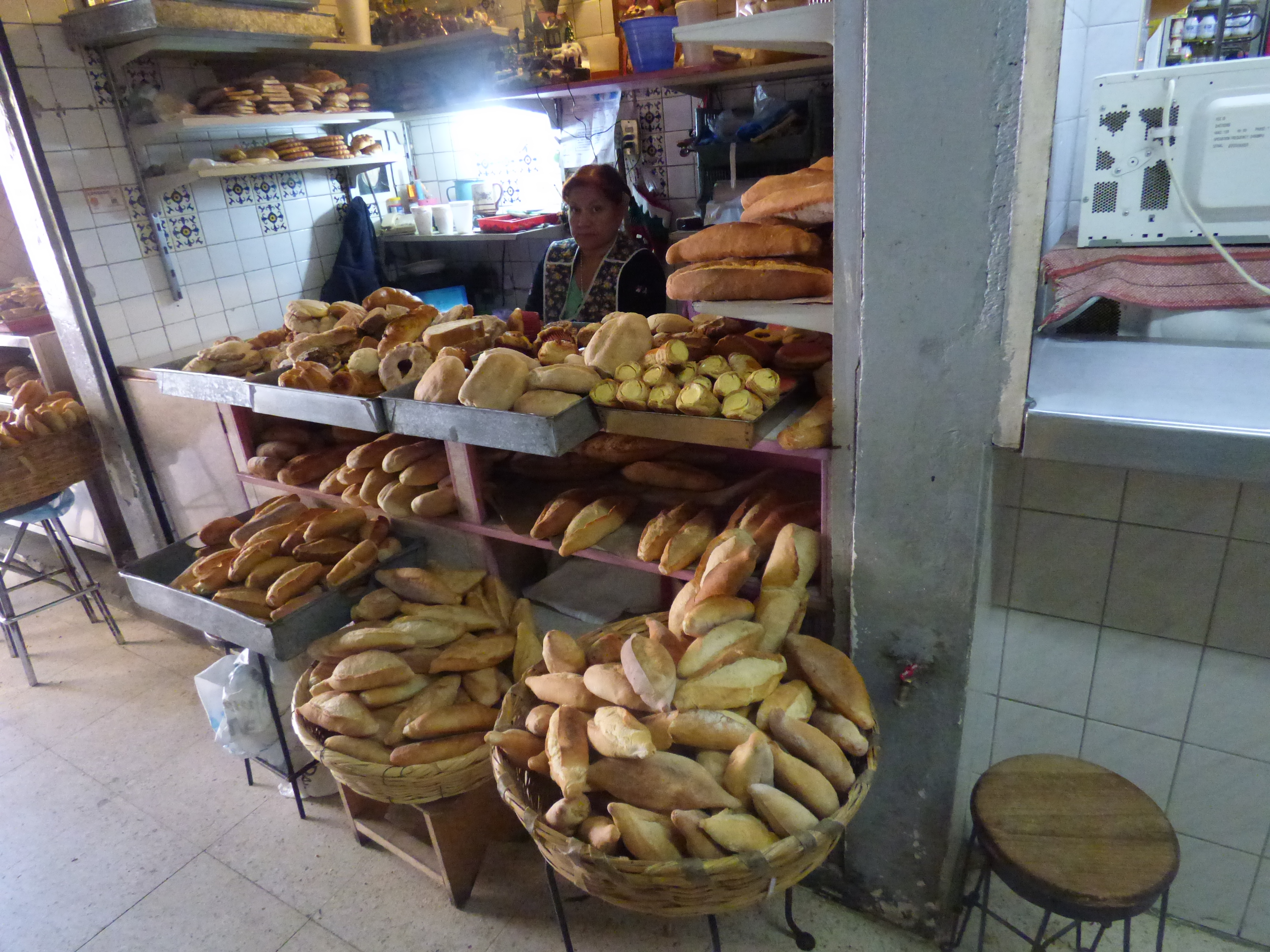
Birotes en un mercado en Guadalajara.

- Birotes, tipo de pan mexicano parecido al bolillo, no tan alargado como una baguette y más grueso. Su origen está, al parecer, en el panadero belga Camille Pirotte (de su apellido el nombre) que llegó a Guadalajara en 1864 durante la intervención francesa.[43] Los biroteros, un oficio tradicional tapatío, hicieron la petición en 2015 de proteger el birote bajo denominación de origen.[44]
- Bolillo fleiman o fleyman, cuyo nombre se cree que procede de la marca de levaduras Fleischmann®.[45] Se caracteriza precisamente por su aroma a levadura, y es similar al bolillo
- Pan de cuajada, elaborado con masa de maíz y cuajada, jocoque o queso rallado y aromatizado con canela. Se envuelve en hojas de maíz como un tamal, de hecho también se lo conoce como tamal de cuajada.[46]
- Pan de chiquihuite o de Chagua, hecho de harina, azúcar y levadura, y originario de Colotlán, de los años 60.[47]
- Contamales o gorditas de horno, también de la panadería de Colotlán

## Bebidas

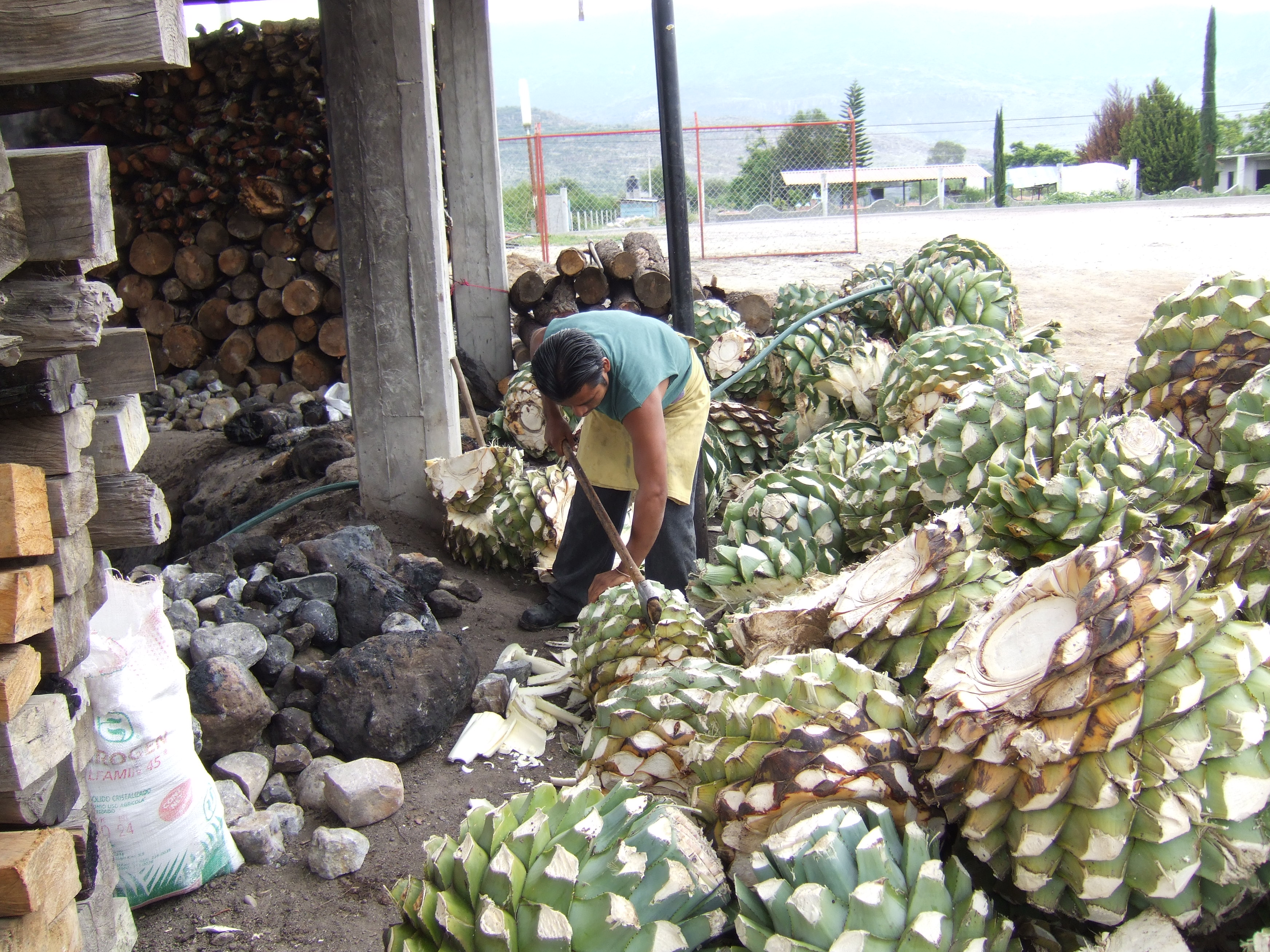
Fábrica de mezcal en Jalisco.

- El tequila una bebida alcohólica destilada del magüey o ágave, y originario de los alrededores de la villa de Tequila. Se acompaña con sangrita
- El mezcal,
- La raicilla, similar al mezcal, aunque se realiza con ágave lechuguilla. Jalisco es el estado donde más se produce y consume. Tiene un color amarillo-marrón, sabor dulce y entre 36 y 45º de alcohol.[48]
- El tepache, bebida con baja graduación a base de piña fermentada.
- La tuba, se trata de savia extraída de la palma de coco. Es típica la de Autlán de Navarro
- La cazuela de Ocotlán y La Barca
- El pajarete, que es leche bronca con alcohol de caña.
- El rompope, bebida consumida en todo México, a base de huevo, leche, especias varias (canela, clavo de olor, nuez moscada...) y ron.[49]
- El atole (del náhuatl, atolli «bebida aguada»), destaca el atole de cascarilla
- El bate
- El Cuala de jocuixtle
- El chilocle
- El ponche, destaca el ponche de granada o de tamarindo
- El tejuino, hecho de maíz fermentado al cual se le añade nieve jugo de limón y sal
- El vino de coco
- El vino de Tuxpan
- La Faustina, cóctel nacido en los años 60 en San Gabriel, al sur de Jalisco. Lleva mezcal, jugo de naranja, ciruelas amarillas y limón, gaseosa de lima-limón como Seven Up, gaseosa de cola como Pepsi, hielo y sal.[8]

### Lectura complementaria
- Castro, Elba; Núñez, Juan Carlos; René de Dios Corona, Sergio (2006). «Sabor que somos». Las Culturas Populares de JALISCO (Secretaría de Cultura (Gobierno del Estado de Jalisco)): 13. ISBN 970-624-502-2. Consultado el 26 de diciembre de 2019.
- Aranda Ramos, Martha Beatriz; Lugardo Díaz, Berna Alejandra; Méndez López, Luis Daniel; Plácido Zamora, Farina Gissel. «Gastronomía típica del estado de Jalisco». Cultura gastronómica tiempo y espacio (Instituto Politécnico Nacional Escuela Superior de Turismo).

- Datos: Q80191501